# الجلف الكبير

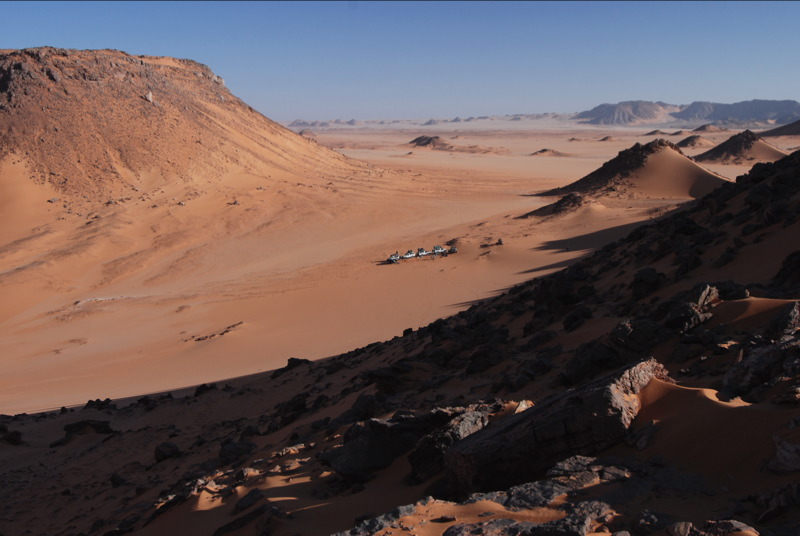
سياح في الجلف الكبير

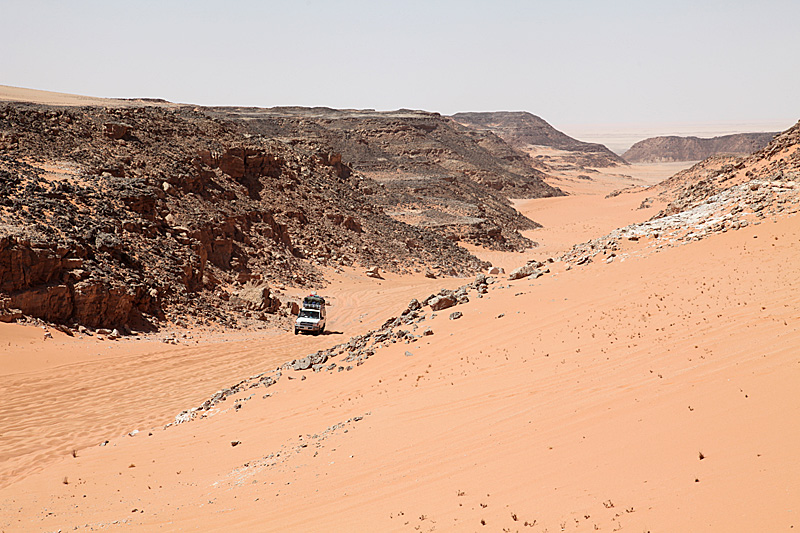

الجِلف الكبير هو هضبة تقع في منطقة نائية في جنوب غرب مصر على الحدود مع ليبيا والسودان. مساحتها 7770 كيلومتر مربع، تقريبا تساوي مساحة بورتوريكو. تتكون الهضبة الحجر الجيري والحجر الرملي. ترتفع بمقدار 300 متر فوق سطح الصحراء حوالى 1000 متر فوق سطح البحر. الهضبة مشهورة بأهميتها الجغرافية والرسومات والمنحوتات الصخرية التي تصور الحياة الحيوانية ومستوطنات بشرية تعود إلى عصور ما قبل التاريخ.
بالجلف الكبير العديد من الوديان منها: وادي الأخص ووادي البخت ووادي الضيق ووادي الجزائر ووادي مفتوح ووادي مشي ووادي وسع.

## التاريخ
زارها الأمير كمال الدين حسين في عام 1925 واسمها هضبة الجلف الكبير. عُثر في المنطقة على نقوش صخرية صحراوية تشبه الموجودة في وادي النيل، تدل أن المنطقة كانت رطبة ثم جفت في فترة منتصف الهولوسين أي نحو 10000 قبل الميلاد. مع جفاف المنطقة اضطر سكانها للهجرة، فهاجر بعضهم شرقًا إلى وادي النيل حاملين معهم معتقداتهم التي أثرت لاحقًا في الفن المصري.
كان الجلف الكبير محلا للعديد من عمليات القوات البريطانية في الحرب العالمية الثانية، وبسبب المناخ الجاف جدا وعدم وجود السكان بقي العديد من متاع هذه القوات هناك. فقد اكتشفت حقيبة شخصية لطيار بريطاني عمل في المنطقة في الحرب العالمية الثانية.
أعلن في عام 2007 إنشاء محمية الجلف الكبير الوطنية بمساحة 48,523 كيلومتر.

## المناخ
الهضبة جافة جدا وتكاد تخلو من المطار، مؤشر الجفاف الجيولوجي/نسبة الجفاف بها تزيد عن 200 أي أن الطاقة الشمسية الواقعة عليها على الأرض تتبخر 200 ضعف كمية الأمطار بها.
| البيانات المناخية لـهضبة الجلف الكبير | البيانات المناخية لـهضبة الجلف الكبير | البيانات المناخية لـهضبة الجلف الكبير | البيانات المناخية لـهضبة الجلف الكبير | البيانات المناخية لـهضبة الجلف الكبير | البيانات المناخية لـهضبة الجلف الكبير | البيانات المناخية لـهضبة الجلف الكبير | البيانات المناخية لـهضبة الجلف الكبير | البيانات المناخية لـهضبة الجلف الكبير | البيانات المناخية لـهضبة الجلف الكبير | البيانات المناخية لـهضبة الجلف الكبير | البيانات المناخية لـهضبة الجلف الكبير | البيانات المناخية لـهضبة الجلف الكبير | البيانات المناخية لـهضبة الجلف الكبير |
| الشهر                                 | يناير                                 | فبراير                                | مارس                                  | أبريل                                 | مايو                                  | يونيو                                 | يوليو                                 | أغسطس                                 | سبتمبر                                | أكتوبر                                | نوفمبر                                | ديسمبر                                | المعدل السنوي                         |
| ------------------------------------- | ------------------------------------- | ------------------------------------- | ------------------------------------- | ------------------------------------- | ------------------------------------- | ------------------------------------- | ------------------------------------- | ------------------------------------- | ------------------------------------- | ------------------------------------- | ------------------------------------- | ------------------------------------- | ------------------------------------- |
| متوسط درجة الحرارة الكبرى °م (°ف)     | 20.8 (69.4)                           | 23.6 (74.5)                           | 27.8 (82.0)                           | 33.8 (92.8)                           | 36.6 (97.9)                           | 38.3 (100.9)                          | 38.7 (101.7)                          | 38.6 (101.5)                          | 37.2 (99.0)                           | 32.3 (90.1)                           | 26.3 (79.3)                           | 22.1 (71.8)                           | 31.3 (88.4)                           |
| متوسط درجة الحرارة الصغرى °م (°ف)     | 7.7 (45.9)                            | 10 (50)                               | 12.4 (54.3)                           | 18.4 (65.1)                           | 22.2 (72.0)                           | 24.9 (76.8)                           | 26.1 (79.0)                           | 26.3 (79.3)                           | 24.2 (75.6)                           | 19.2 (66.6)                           | 13.2 (55.8)                           | 8.7 (47.7)                            | 17.8 (64.0)                           |
| المصدر: Storm247.com                  |                                       |                                       |                                       |                                       |                                       |                                       |                                       |                                       |                                       |                                       |                                       |                                       |                                       |